# Encyclia oncidioides
Encyclia oncidioides é um espécie de orquídea rupícola que vegeta no Nordeste brasileiro. Planta vigorosa, com pseudobulbos ovóides e fusiformes de 20 centímetros de altura, portando duas ou três folhas lineares, coriáceas e lanceoladas de 40 centímetros de comprimento e de cor verde-amarelado.
Inflorescências eretas e ramificadas com mais de 1 metro de altura, portando grande quantidade de flores. Flor de três centímetros de diâmetro, com pétalas e sépalas amarelo-pálidas, densamente reticuladas de marrom.
Floresce no verão.